# エキセントリック少年ボウイオールスターズ
エキセントリック少年ボウイオールスターズ（エキセントリックしょうねんボウイオールスターズ）は、日本の歌手グループである。吉本興業所属のお笑いタレントで構成された。
フジテレビ系列で毎週日曜日20:00 - 20:54に放送された番組『ダウンタウンのごっつええ感じ』から誕生した（単発）ユニット。キャラクターと歌詞、メロディーラインともに、ヒーローもののテレビアニメもしくは特撮番組のパロディである。登場キャラクターなどから桃太郎と西遊記をモチーフにしている。

## 来歴
1997年9月25日に8cmシングルCD『「エキセントリック少年ボウイ」のテーマ』を日本でリリースし、50万枚を売り上げた。発売元はイーストウエスト・ジャパン（現：ワーナーミュージック・ジャパン）だった。ダウンタウンが手がけたコミックソングとして認知され、人気が高い。作曲は主にアニメソングなどを手がける増田俊郎。『ミュージックステーション』（テレビ朝日系）や『HEY!HEY!HEY! MUSIC CHAMP』（フジテレビ系、ダウンタウンが司会）にも出演した。1997年12月15日にはアルバム『ダウンタウンのごっつええ感じ 音楽全集〜「エキセントリック少年ボウイ」のテーマ他全31曲〜』を発売した。
『ごっつええ感じ』のレギュラー放送最後のキャラクターであり、しかも内容はよみうりランドで行われた最初で最後の音楽イベントだった。その際、自分のキャラクターをイメージしたテーマソングを制作し、後にCD化されている。
もしもプロ野球中継差し替え事件の関係で、『ごっつええ感じ』が番組改編期でもない1997年11月2日という時期に突然放送終了せず、その後もこの番組の放送が続いていたとしたら、このキャラクターの本編のコントを作る予定があったという。そのために、木村祐一の「猪豚ピッグ」が用意されていた。
奥田民生はアコースティックライヴツアーにおいて『ああエキセントリック少年ボウイ』をカヴァーしている。
2012年4月8日になんばグランド花月で開催された『吉本興業創業100周年特別公演初日「伝説の一日」』の「ポケットミュージカルス」では、冒頭でメンバー全員がこの歌を歌って登場、15年ぶりの復活を果たした。

## メンバー
少年ボウイ（主人公）：浜田雅功（ダウンタウン）
沼津市ナンバーの超高速マシーン・エキセントリック号を操る未来のヒーロー。“少年”だが、「そんなに若くない」と自負している。OH!MYボール、アンビリーバブルカッター、体当たり、本人も知らない謎の小袋（中身は梅しば。テイクアウトできる。）が武器。父親を嫌っているのか顔は二度と見たくないらしく、おばさんには合わせる顔がないらしい。いたずらFAX攻撃を受けていて、その受信により1日で30メートルもFAX用紙を使われてしまい、しばしば用紙切れを起こす。条例が気になって眠れなくなることもある。また、寝るとよく金縛りになる。ばら撒かれたら終わりというプライベートの秘密を写した写真がある。知らないうちに身体に切り傷ができることがある。好物は腹持ちが良い未来のお菓子・岩井のレーズン。最近になって自分が死んでも誰も泣かないことや、自分以外の仲間が全員差し歯だということが判ってきたという。
犬ドッグ：板尾創路（130R）
少年ボウイの仲間。犬型のアンドロイドっぽい姿をしている。トラウマだらけの性格で、すぐにどこでもシールを貼るクセがある。鳴き声は「ワォーゥ」。
鳥バード：今田耕司
少年ボウイの仲間。ハト型のアンドロイドっぽい姿をしている。何を食べても「ウマい」といい、彼の後にフロに入ると変なものが浮いている。実は高所恐怖症。鳴き声は「ホロッホー」。
エテモンキー：蔵野孝洋（130R）
少年ボウイの仲間。猿型のアンドロイドっぽい姿をしている。絶対に留守番電話を聞かない。またカギなど必要ないのに、相当な量のカギを持っているらしい。鳴き声は「ウッキー」。
ニイハオ（ヒロイン）：東野幸治
少年ボウイの仲間。中国出身で、いろんな男性を転々としてきたという訳ありの女性。大量のティッシュを使い、とても熱い湯を沸かす。前はボウイの父親の二号だったが、今はフリーでボウイと同棲しているらしい。口癖は「モチロンネ」「やっぱりねー」。
カーボウイ：松本人志（ダウンタウン）
少年ボウイ達と行動を共にしているが、敵か味方か分からない謎の人物。彼の兄がよく少年ボウイから金を借りると勘違いされるが、実はカーボウイ本人が借りており、これが公式設定である。理由は定かではないが、悲しくなるだけだから、少年ボウイは彼には言えないらしい。映画『エイリアン3』の後半の展開が気に入っていない。口癖は「お母様が〜」。
このグループでテレビ番組『ミュージックステーション』のスーパーライブに出演した際、自分のパートで本来の歌詞ではなく「我々は最後まで居ないかもしれません」や「T.M.Revolutionのアホーー!!!」と言っている（T.M.Revolutionの名前を出した明確な理由は不明だが、CD発売直後のミュージックステーションのランキングでT.M.RevolutionのWHITE BREATHが上だったことがある）。
猪豚ピッグ：木村祐一
登場する予定だったが、番組打ち切りによりお蔵入りとなったキャラクターである。第二弾『日影の忍者勝彦』では木村は最初からメンバーに入っている。

## 作品
シングル
- 「エキセントリック少年ボウイ」のテーマ（1997年9月25日）

アルバム
- ダウンタウンのごっつえぇ感じ 音楽全集〜「エキセントリック少年ボウイ」のテーマ他全31曲〜 （1997年12月15日）